# Mączniak prawdziwy zbóż i traw

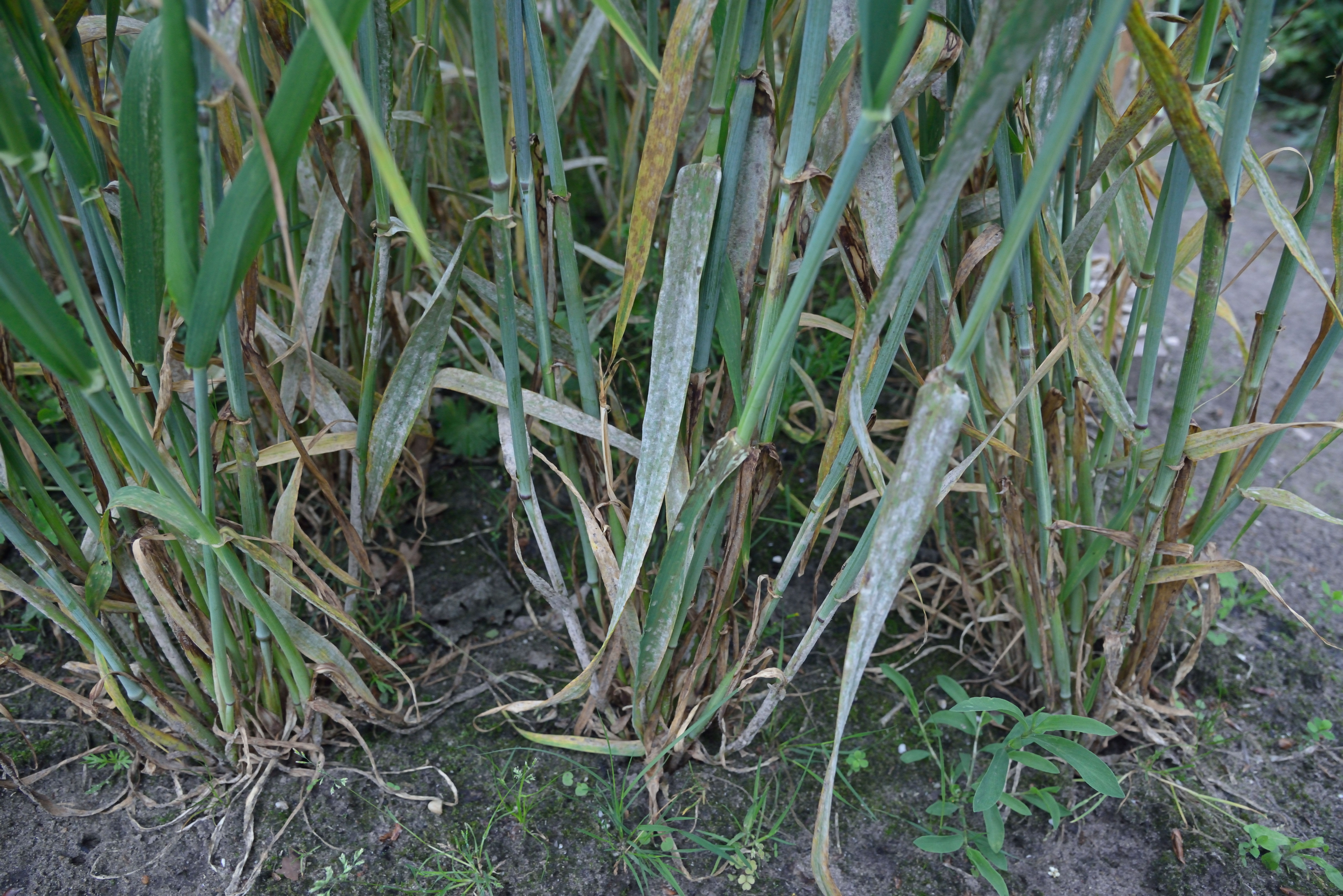
Objawy choroby na jęczmieniu

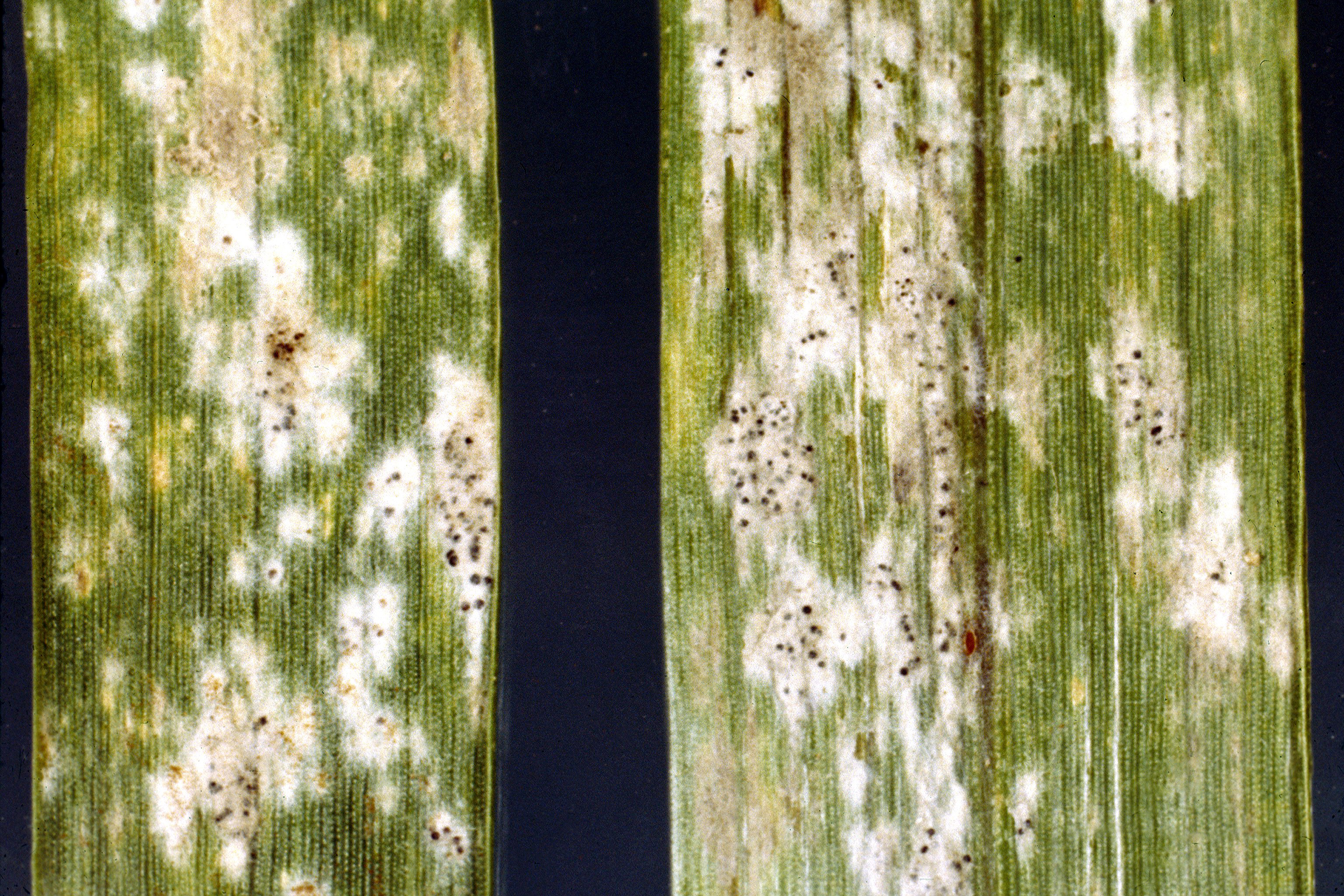
Grzybnia i owocniki Blumeria graminis na liściu

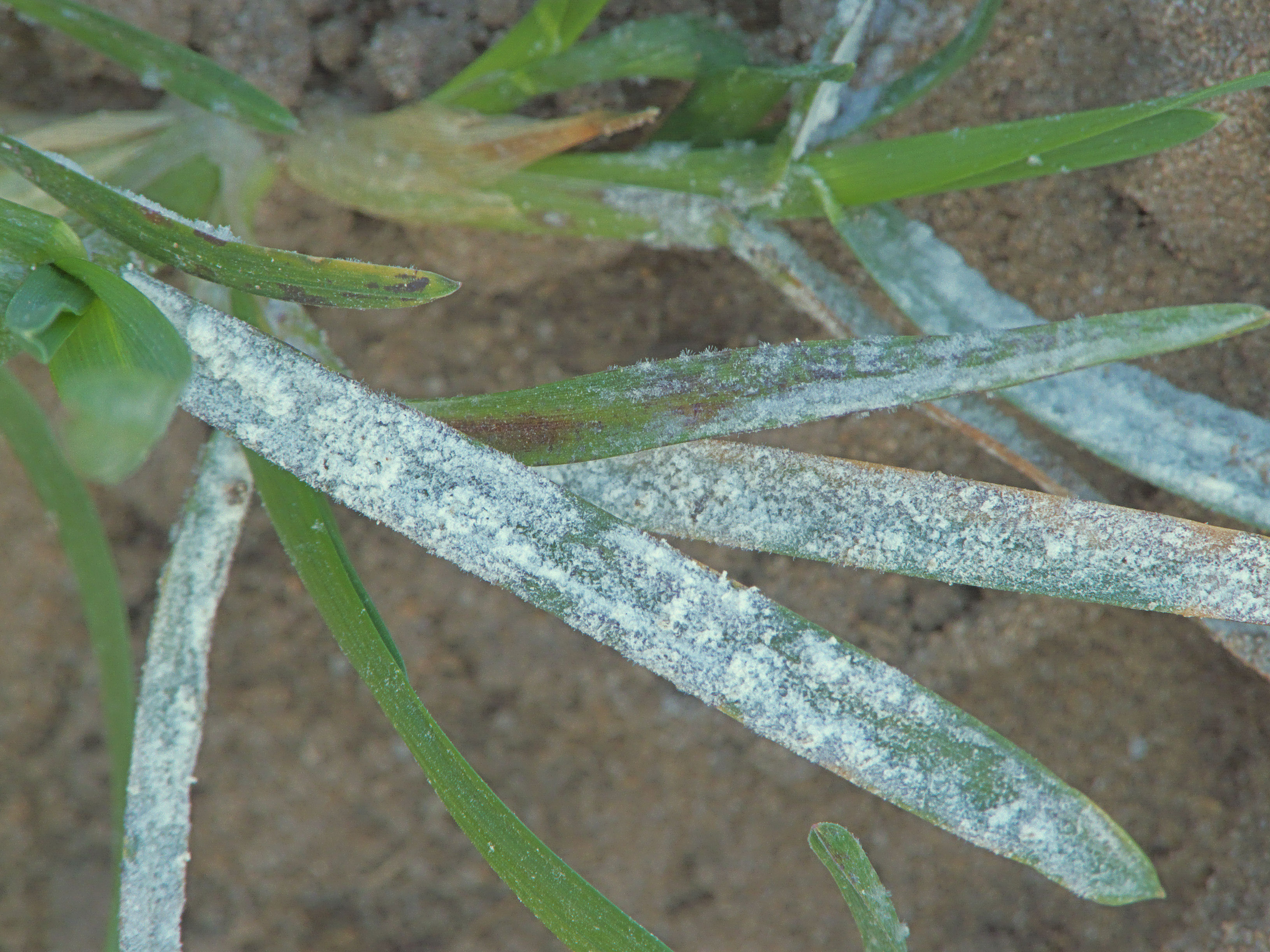
Objawy choroby na wiechlinie rocznej

Mączniak prawdziwy zbóż i traw, mączniak prawdziwy traw – grzybowa choroba roślin z grupy mączniaków prawdziwych. Wywołana jest przez Blumeria graminis.

## Występowanie i szkodliwość
Choroba występuje na wielu gatunkach zbóż i roślin z rodziny wiechlinowatych, czyli traw – zarówno na uprawianych, jak i dziko rosnących. Jest to jedna z ważniejszych chorób tej grupy roślin. Największe straty powoduje w uprawach pszenicy i jęczmienia. Mogą one dojść do 20% plonu. Pszenżyto jeszcze do niedawna nie było przez tę chorobę porażane, ostatnio jednak coraz więcej jest informacji, że jednak pojawia się ona również na pszenżycie. Nie atakuje kukurydzy, ryżu, prosa ani sorga.
Grzybnia pokrywająca liście i źdźbła ogranicza fotosyntezę i wzmaga ilość wody wyparowanej przez roślinę. Ziarno porażonych roślin jest drobne.

## Objawy
Pierwsze objawy pojawiają się na oziminach już jesienią. Są to delikatne, białe, mączyste naloty na liściach i pochwach liściowych siewek Wiosną ich liczba rośnie, a istniejące naloty rozrastają się i zlewają z sobą. Naloty pojawiają się także na źdźbłach. Początkowo są białe i mączyste, potem ciemnieją, stają się filcowate i pojawiają się w nich owocniki grzyba w postaci drobnych, czarnych kropek.
Choroba poraża najpierw dolne liście, potem stopniowo przenosi się w górę pędu. W zaawansowanym stadium poraża również kłosy, a silnie porażone rośliny przedwcześnie obumierają.

## Epidemiologia
Mączniak prawdziwy zbóż wywoływany jest przez grzyba Blumeria graminis – pasożyta bezwzględnego, który występuje tylko na żywych częściach gospodarza. Wywołujący tę chorobę patogen zimuje w postaci grzybni na oziminach oraz samosiewach i dziko rosnących trawach. Infekcji pierwotnej dokonują zarówno zarodniki płciowe (askospory), jak i bezpłciowe konidia. W Polsce askospory dojrzewają dopiero w drugiej połowie lata i jesienią. W sezonie wegetacyjnym wytwarzane są na porażonych roślinach także konidia. Ich cykl rozwojowy trwa zaledwie 7–10 dni, może więc powstać w sezonie wiele ich pokoleń. Przenoszone są przez wiatr na duże odległości i dokonują infekcji pierwotnych i wtórnych.

## Ochrona
Zapobiega się chorobie, lub ogranicza jej rozwój przez wykonywanie podorywki i głębokiej orki jesiennej. Te zabiegi niszczą resztki pożniwne, na których mogą rozwijać się owocniki patogenu. Należy unikać sąsiedztwa upraw tych samych gatunków zbóż jarych z ozimymi, zbyt gęstego siewu oraz przenawożenia azotem.
Aby uniknąć porażenia siewek zaraz po wykiełkowaniu, zaleca się zaprawianie nasion pszenicy i jęczmienia fungicydami systemicznymi. Używa się do tego fungicydów triazolowych, imidazolowych i beznzimidazolowych. Po zauważeniu choroby zboża opryskuje się fungicydami triazolowymi, imidazolowymi, morfolinowymi, benzimidazolowymi, strobilirunowymi oraz zawierającymi metrafenon i siarkę.
Istnieją odmiany zbóż odporne na mączniaka prawdziwego.